# NGC 6256
NGC 6256 (również GCL 49.1 lub ESO 391-SC6) – gromada kulista znajdująca się w gwiazdozbiorze Skorpiona. Została odkryta 2 sierpnia 1826 roku przez Jamesa Dunlopa. Jest położona w odległości ok. 33,6 tys. lat świetlnych od Słońca oraz 9,8 tys. lat świetlnych od centrum Galaktyki.
Gromada ta bywa błędnie nazywana Terzan 12 i mylona z obiektem dziś już nieumieszczanym w Katalogu Terzana.